# Гринвју (Илиноис)
Гринвју (енгл. Greenview) град је у америчкој савезној држави Илиноис.

## Демографија
По попису из 2010. године број становника је 778, што је 84 (-9,7%) становника мање него 2000. године.
| Група             | 2000.       | 2010.       |
| Белци             | 858 (99,5%) | 751 (96,5%) |
| Афроамериканци    | 1 (0,1%)    | 3 (0,4%)    |
| Азијати           | 1 (0,1%)    | 1 (0,1%)    |
| Хиспаноамериканци | 1 (0,1%)    | 10 (1,3%)   |
| Укупно            | 862         | 778         |